# معركة الطرف الأغر
معركة طرف الغار أو الطرف الأغر (بالإنجليزية: Battle of Trafalgar)‏ (بالفرنسية: Bataille de Trafalgar)‏ هي معركة بحرية نشبت بين الأسطول الإنجليزي بقيادة الأميرال هوراشيو نيلسون ضد الأسطولين الفرنسي والأسباني المتحالفين تحت قيادة الأميرال الفرنسي بيير شارلز فيلنوف في 21 أكتوبر 1805 قرب رأس طرف الغار في قادس جنوب غرب إسبانيا، وقد سُمِّي ميدان الطرف الأغر في لندن باسم هذه المعركة تخليدًا لانتصار نيلسون.

## التسمية
تعرف المعركة بعدة مسميات باللغة العربية حيث ذكرت المصادر عدة روايات لأصل المسمى العربي الذي اشتق منه الاسم الإسباني ثم الإنجليزي والفرنسي حيث تعرف بمسمى معركة الطرف الأغر أو طرف الغرب بشكل واسع  أو طرف الغار  وتأتي التسمية من المكان الذي جرت فيه الموقعة البحرية ويعرف المكان باسم رأس الطرف الأغر أو رأس طرف الغار (ترافالغار) (بالإسبانية: Cabo Trafalgar)‏ وهو عبارة عن قمة صخرية جبلية تقع على الساحل الإسباني.

## الخلفية التاريخية
في عام 1805م كانت القوة العسكرية المهيمنة على القارة الأوروبية هي الإمبراطورية الفرنسية بقيادة نابليون، في حين كانت البحرية الملكية البريطانية تسيطر على البحار. أثناء الحرب، فرضت البحرية الملكية البريطانية حصارا بحريا على فرنسا أثر على التجارة الفرنسية وأبقاها عاجزة عن تعبئة الموارد البحرية الخاصة بها. ورغم نجاح العديد من فرص التهرب من الحصار من قبل البحرية الفرنسية، إلا أنها لم تفلح في إلحاق هزيمة كبيرة بالبريطانيين حيث أن البحرية البريطانية كانت قادرة على أن تهاجم المصالح الفرنسية في الداخل والخارج بسهولة كبيرة.
سيطرت فرنسا على جميع الموانئ الأوروبية الكبرى باستثناء تلك الواقعة في بروسيا مما أدى إلى تجميد التجارة الأوروبية-البريطانية مما عجّل بضرورة دفاع بريطانيا عن مصالحها بالهجوم البري على فرنسا أي قوات نابليون.
كانت البحرية البريطانية تملك من ذوي الخبرة والمدربين تدريبا جيدا من ضباط سلاح البحرية. وفي المقابل، فإن معظم أفضل الضباط في القوات البحرية الفرنسية تم فصلهم من الخدمة خلال الأشهر الأولى من الثورة الفرنسية ونتيجة لذلك بقي الأميرال بيير شارل فيلنوف هو الأكثر خبرة لتولى الأسطول الفرنسي المرابط في البحر الأبيض المتوسط. ولكن فيلنوف أظهر عدم وجود حماسة لمواجهة نيلسون والبحرية الملكية بعد هزيمة معركة أبي قير البحرية.

## المعركة
حاول نابليون استدراج الأسطول البريطاني للذهاب إلى جزر الهند الغربية لكي يتمكن جيشه من غزو إنجلترا. ولكن أميرال الأسطول الفرنسي فلينوف أخْفَقَ في استدراج الأسطول البريطاني فقرر مهاجمته مُستعينًا بالأسطول الإسباني. كان أسطول فلينوف يفوق أسطول نلسون من حيث العدد. فقد كان الأسطول الإنجليزي يتكون من 27 بارجة بينما كان عدد الأسطولين الفرنسي والإسباني 33 بارجة. ومع ذلك فقد فاجأ نيلسون أعدائهُ بأن اختَرَقَتْ سُفُنَه الخُطوط الفرنسية. ولم يَفْقِد الأسطول البريطاني أية سفينة وتمكن الأسطول البريطاني من الاستيلاء على ما يزيد على نصف السفن الفرنسية والإسبانية أو تدميرها.

## نتائج المعركة
عندما وصل روزلي إلى قادس، لم يجد سوى خمس سفن فرنسية، بدلاً من الثماني عشرة سفينة التي كان يتوقعها. بقيت السفن الناجية محاصرة في قادس حتى عام 1808 عندما قام نابليون بغزو إسبانيا. ثم استوليَ على السفن الفرنسية من قبل القوات الإسبانية ووُضِعت في الخدمة ضد فرنسا.
شقَّت سفينة أتش أم أس فيكتوري طريقها إلى جبل طارق لإجراء بعض الإصلاحات حاملةً على متنها جثة نيلسون. رست في خليج روزيا، جبل طارق، وبعد إجراء إصلاحات طارئة، عادت إلى بريطانيا. نُقِل العديد من أفراد الطاقم المصابين إلى الشاطئ في جبل طارق وعولجوا في المستشفى البحري. يُدفن الرجال ممَّن ماتوا متأثرين بجروح أصيبوا بها أثناء المعركة في مقبرة ترفلغار أو بالقرب منها، في الطرف الجنوبي من الشارع الرئيسي، جبل طارق.
قُتل أحد ضباط مشاة البحرية الملكية على متن سفينة فيكتوري: الكابتن تشارلز أدير، وأُصيب ملازم من مشاة البحرية الملكية لويس بوكلي ريف بجروح بالغة ورقد بجوار نيلسون.
وقعت المعركة في اليوم التالي لمعركة أولم، ولم يسمع نابليون بها إلا بعد مرور أسابيع. غادر الجيش الكبير (بالفرنسية: Grande Armée) مدينة بولوني لمحاربة حلفاء بريطانيا قبل أن يتمكنوا من حشد قوة ضخمة. كان لديه رقابة مشددة على وسائل الإعلام في باريس وأبقى الهزيمة سرًا تحت حراسة مشددة لأكثر من شهر، وعندها أعلنت الصحف عن الخبر بكونه انتصارًا هائلًا. في خطوة مضادة للبروباغندا، نُشِر نص ملفق أعلن أن المعركة «نصر مذهل» للفرنسيين والإسبان في هيرالد ونُسب للصحيفة الفرنسية، لو مونيتور أونيفيرسيل (بالفرنسية: Le Moniteur Universel).
ونُقِل نائب الأميرال فيلنوف سجينًا على متن سفينة القيادة خاصته وأُعيد إلى بريطانيا. بعد الإفراج المشروط عنه في عام 1806، عاد إلى فرنسا، حيث عُثِر عليه ميتًا في غرفة النزل خاصته أثناء توقفه في الطريق إلى باريس، مع وجود ست طعنات في صدره باستخدام سكين مائدة. دُوِّن رسميًا أنه ارتكب عملية انتحار.
على الرغم من النصر البريطاني على القوات البحرية الفرنسية الإسبانية، إلا أن معركة طرف الغار كانت ذات أثر ضئيل على الفترة المتبقية من حرب التحالف الثالث. بعد أقل من شهرين، هزم نابليون بشكل حاسم التحالف الثالث في معركة أوسترليتز، مُقصيًا النمسا من الحرب وفرض حلّ الإمبراطورية الرومانية المقدسة. على الرغم من أن معركة طرف الغار أوضحت أنَّ فرنسا لم تعد قادرة على تحدي بريطانيا في عُرض البحر، إلا أن نابليون شرع بتأسيس نظام الحصار القاري في محاولة لحظر تجارة بريطانيا مع البر الرئيسي (القارة الرئيسة). استمرت الحروب النابليونية لمدة عشر سنوات أخرى بعد معركة طرف الغار.
حُفِظ جثمان نيلسون في برميل من نبيذ البراندي أثناء رحلة العودة لتكريمه بجنازة بطل.

## تبعات المعركة
بعد المعركة، لم ينخرط الأسطول الفرنسي مجددًا بمواجهة البحرية الملكية بشكل جدي ضمن اشتباك واسع النطاق. كان نابليون قد تخلى بالفعل عن خططه للغزو قبل المعركة ولم يُعاد إحياؤها أبدًا. ومع ذلك، فإن المعركة لم تعنِ زوال التهديد البحري الفرنسي لبريطانيا.  مع بسط السيطرة الفرنسية على القارة، توجَّب أولًا على بريطانيا اتخاذ اجراءات فعالة بعد معركة كوبنهاغن عام 1807 وفي أي مكان آخر عام 1808 لمنع وقوع سفن قوات البحرية الأوروبية الصغرى في أيدي فرنسا.
كانت هذه المساعي ناجحة إلى حد كبير، لكنها لم تُنهِ التهديد الفرنسي، إذ أنشأ نابليون برنامجًا واسعًا لبناء السفن، بحلول وقت سقوطه من السلطة عام 1814،  كان قد أنشأ أسطولًا ضمَّ 80 سفينة خطية (سفينة خط معركة)، مع المزيد منها قيد الإنشاء. بالمقارنة، امتلكت بريطانيا 99 سفينة خطية في عام 1814، وكان هذا العدد أقرب إلى الحد الأقصى الممكن دعمه. لو أُعطِي الفرنسيون بضع سنوات أخرى، لأمكنهم تحقيق خططهم بتجهيز 150 سفينة خطية للخدمة وتحدي البحرية الملكية مجددًا، لتعويض النقص في طواقمهم بأعداد ضخمة. حافظت البحرية الملكية على حصار وثيق للقواعد الفرنسية لمدة 10 سنوات تقريبًا بعد معركة طرف الغار، وراقبت بقلق نمو الأسطول الفرنسي. في النهاية، دُمِّرت إمبراطورية نابليون عن طريق البر قبل أن يستكمل بناء قوته البحرية الطموحة.
أصبح نيلسون - وما يزال - أعظم بطل حرب بحرية في بريطانيا، وشكَّل مصدر إلهام للبحرية الملكية، ولكن نادرًا ما اتَّبعت الأجيال اللاحقة تكتيكاته غير التقليدية . من المحتمل أن النُصُب التذكاري الأول الذي أقيم في بريطانيا لإحياء ذكرى نيلسون هو النصب الذي أقيم في حديقة غلاسكو غرين في عام 1806، ولو أنه سُبق على الأرجح بنصب تذكاري في قرية تاينولد، بالقرب من أوبان في اسكتلندا المؤرخ في عام 1805، وكلاهما يحييان أيضًا ذكرى طاقم الأسكتلنديين والقادة في المعركة.
صمم دايفيد همليتون نصب نيلسون التذكاري بطول 144 قدمًا (44 مترًا) في حديقة غلاسكو غرين، بتمويل من الاشتراكات العامة. حُفِر على القاعدة أسماء انتصاراته الرئيسية: أوكير (أبي قير) (1798)، كوبنهاغن (1801) وترافغار (طرف الغار) (1805). شُيِّد النصب التذكاري لنيلسون المطل على بورتسموث في 1807–1808 بأموال أسهَم بها البحارة ومشاة البحرية ممن خدموا في طرف الغار. في عام 1808، أُنشِئ عمود نيلسون من قبل أعضاء بارزين في الطبقة الأرستقراطية الأنجلو-أيرلندية في دبلن لإحياء ذكرى نيلسون وإنجازاته (بين 10 ٪ و 20 ٪ من البحارة المشاركين في طرف الغار كانوا من أيرلندا، وبقي هناك حتى دُمِّر في تفجير من قبل الأعضاء القدامى «للجيش الجمهوري الأيرلندي» (آي آر إيه) في عام 1966.
شُيِّد نصب نيلسون التذكاري في إدنبرة بين عامي 1807 و 1815 بشكل تلسكوب مقلوب، وفي عام 1853 أضيفت كرة وقت التي ما زالت تسقط عند الظهر بتوقيت غرينتش لإعطاء إشارة زمنية للسفن القادمة من ليث وفيرث أوف فورث. في الصيف، يتزامن هذا مع إطلاق بندقية الساعة الواحدة. رُفع نصب بريتانيا التذكاري في بلدة غريت يارموث الساحلية بحلول عام 1819. بدأ جمع الاشتراكات العامة بعد وقت قصير من وصول أخبار النصر في طرف الغار لبناء عمود نيلسون في مونتريال ؛ اكتمل بناؤه في خريف عام 1809 وما زال قائمًا في ساحة جاك كارتييه.
سمي ميدان ترفلغار (طرف الغار) في لندن تكريمًا لفوز نيلسون. في وسط الميدان يقف عمود نيلسون بطول 45.1 متر (148 قدم)، مع تمثال له بطول 5.5 متر (18 قدم). انتُهي منه في عام 1843. شُيِّد تمثال اللورد نيلسون في بريدجتاون، بربادوس، في ما كان يعرف سابقًا باسم ميدان ترفلغار (طرف الغار)  في عام 1813.
عُزي التباين في الخسائر من قبل بعض المؤرخين إلى تكتيكات نيلسون الجريئة وليس إلى الفرق في الاستعداد القتالي للأسطولين. يتكون أسطول نيلسون من سفن خطية قضت وقتًا طويلاً في البحر خلال أشهر الحصار على الموانئ الفرنسية، بينما بقي الأسطول الفرنسي راسيًا في الميناء عمومًا. ومع ذلك، كان أسطول فيلنوف قد قضى بضعة أشهر في عرض البحر عبر المحيط الأطلسي مرتين، ما يدعم الافتراض بأن الفرق الرئيسي بين الفعالية القتالية للأسطولين كان في معنويات القادة. جاءت التكتيكات الجريئة التي استخدمها نيلسون لضمان نتيجة حاسمة من الناحية الاستراتيجية، وأبرزت النتائج حكمه العسكري البحري.
شرعت القوات البحرية الملكية بالهيمنة على البحر حتى نشوب الحرب العالمية الثانية. على الرغم من أن النصر في ترفلغار قُدِّم عادة كذريعة آنذاك، فقد أظهرت التحليلات التاريخية الحديثة أن القوة الاقتصادية النسبية كانت دافعًا أساسيًا ضمنيًا لسيطرة البحرية البريطانية.